# Herne (géant)
 (juillet 2016).
Si vous disposez d'ouvrages ou d'articles de référence ou si vous connaissez des sites web de qualité traitant du thème abordé ici, merci de compléter l'article en donnant les références utiles à sa vérifiabilité et en les liant à la section « Notes et références ».
Pour les articles homonymes, voir Herne.

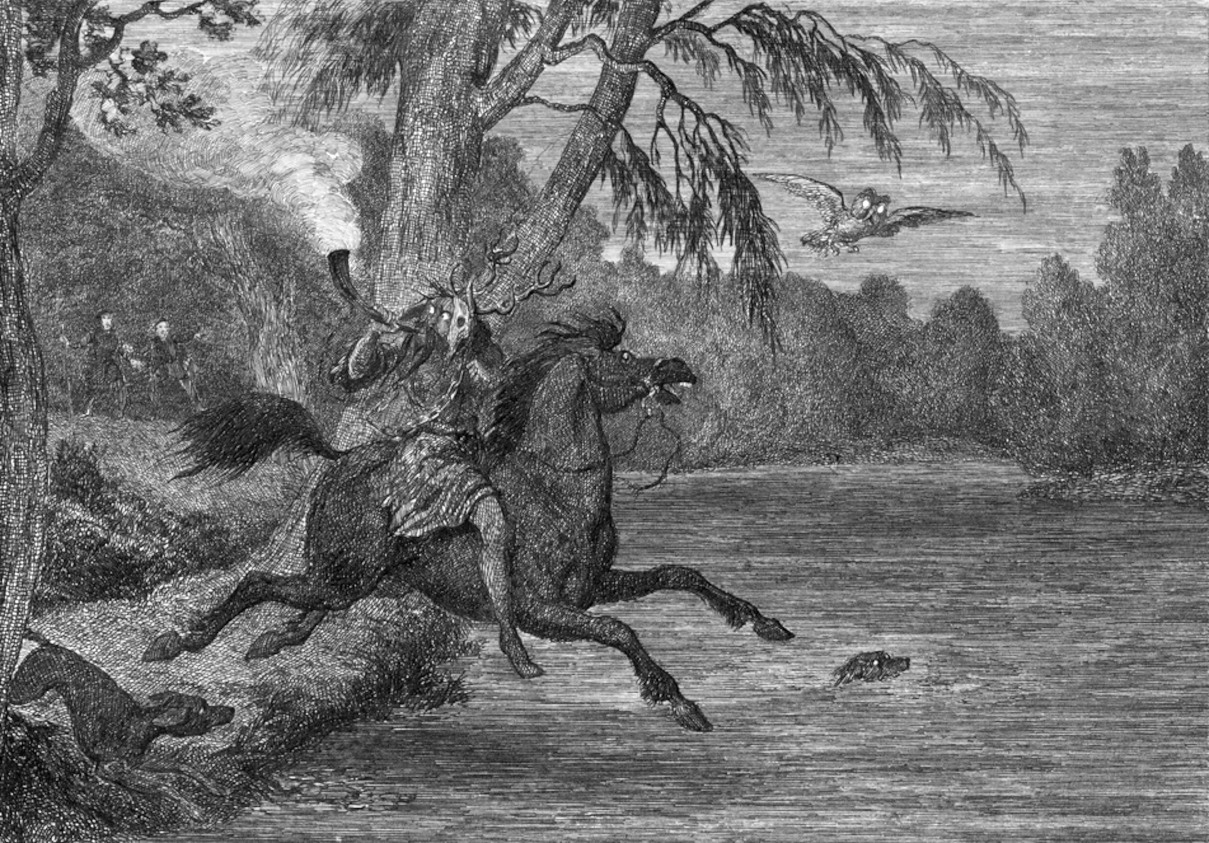
Herne le chasseur (illustration de 1840).

Herne le Chasseur est, dans le folklore anglais, associé à la Forêt de Windsor dans le comté anglais de Berkshire. On le présente comme portant des bois de cerf sur la tête, montant à cheval, tourmentant le bétail, et secouant des chaînes. La mention la plus ancienne de Herne est faite par William Shakespeare, dans sa pièce de 1597 Les Joyeuses Commères de Windsor (The Merry Wives of Windsor), et il est impossible de déterminer avec précision si Shakespeare a incorporé une légende locale avérée dans son œuvre, bien qu'il y ait eu plusieurs tentatives ultérieures pour relier Herne à des figures historiques, des divinités païennes, ou d'anciens archétypes.